# Julián Acuña Galé
Julián Acuña Galé (Camagüey, Cuba, 27 de febrero de 1900 - Ciudad de México, México 24 de julio de 1973) fue un botánico cubano. Se dedicó a la labor científica y docente, destacándose por sus aportes al conocimiento agrobotánico de Cuba.

## Biografía
Fue nombrado jefe del Departamento de Botánica de la Estación Experimental de Santiago de las Vegas, donde llegó a desempeñarse como Director.
Fue Asesor del Banco Agrícola e Industrial de Cuba, así como de numerosas comisiones nacionales y privadas. Realizó investigaciones en relación con el arroz, confirmando la naturaleza virosa de la enfermedad denominada “raya blanca”, así como estudios fitoquímicos e introducción de plantas forrajeras para el mejoramiento de la ganadería.
Enriqueció el herbario del Departamento de Botánica con 47 especies halladas y 20, que han sido denominadas con su apellido. 

## Obra
- WorldCat
- La abreviatura «Acuña» se emplea para indicar a Julián Acuña Galé como autoridad en la descripción y clasificación científica de los vegetales.[2]